# Lechia Gdańsk (rugby)
Lechia Gdańsk – polski klub rugby z siedzibą w Gdańsku. Jeden z najstarszych i najbardziej utytułowanych klubów rugby w Polsce. Trzynastokrotny mistrz Polski i jedenastokrotny zdobywca Pucharu Polski. Trzydziestosześcioktrony medalista mistrzostw Polski (najwięcej w Polsce). Obecnie gra w ekstralidze. Jest jedynym klubem, który nigdy nie spadł z I ligi/Ekstraligi.

## Skład 2012/2013 oraz 2013/2014
| Zawodnik                 | Pochodzenie | Zawodnik                 | Pochodzenie |
| ------------------------ | ----------- | ------------------------ | ----------- |
| Rafał Witoszyński        | Polska      | Arkadiusz Wenta          | Polska      |
| Sławomir Kaszuba         | Polska      | Łukasz Doroszkiewicz     | Polska      |
| Cyprian Majcher          | Polska      | Tomasz Hebda             | Polska      |
| Dariusz Wantoch-Rekowski | Polska      | Rafał Janeczko           | Polska      |
| Krzysztof Zieliński      | Polska      | Mirosław Klusek          | Polska      |
| Bartłomiej Wójcik        | Polska      | Przemysław Auksztulewicz | Polska      |
| Paweł Płoński            | Polska      | Grzegorz Janiec          | Polska      |
| Sebastian Beśka          | Polska      | Jurij Buchało            | Ukraina     |
| Karol Hedesz             | Polska      | Igor Olszewski           | Polska      |
| Aleksander Kochański     | Polska      | Michał Krużycki          | Polska      |
| Robert Kuźmiński         | Polska      | Robert Kwiatkowski       | Polska      |
| Rafał Lademann           | Polska      | Witalij Masandik         | Ukraina     |
| Piotr Piszczek           | Polska      | Marek Płonka             | Polska      |
| Tomasz Rokicki           | Polska      | Kornel Tadajewski        | Polska      |
| Mariusz Wilczuk          | Polska      | Piotr Jurkowski          | Polska      |
| Henry Bryce              | Samoa       | Misioka Timoteo          | Samoa       |
| Enelico Fa'atau          | Samoa       | Koronato Kiripati        | Samoa       |
| Patryk Narwojsz          | Polska      | Dawid Popławski          | Polska      |
| Mateusz Zajkowski        | Polska      | Sebastian Dobkowski      | Polska      |
| Kevin Bracik             | Polska      | Łukasz Śmietański        | Polska      |
| Radosław Dabkiewicz      | Polska      | Maciej Panasiuk          | Polska      |
| Grzegorz Buczek          | Polska      | Paweł Nowak              | Polska      |

## Historia

### Początki rugby w Polsce
Rugby w Polsce pojawiło się w latach 20. XX wieku wraz z repatriantami i misją wojskową z Francji. Wówczas został założony pierwszy klub Orzeł Biały w Warszawie. Pierwszy mecz w Polsce zagrano jednak we Lwowie. W tym spotkaniu wystąpiły dwie piętnastki Orła Białego. Po kilku latach trudności organizacyjne spowodowały likwidację drużyny, a tym samym zaprzestano gry w rugby w Polsce.
Odrodzenie się rugby w Polsce nastąpiło na początku lat 50. Jednym ze środowisk, w których rugby rozwinęło się najszybciej był Gdańsk. Dwiema pierwszymi drużynami w Gdańsku był AZS Politechnika oraz uczniowie Technikum Wychowania Fizycznego. Druga z drużyn była zalążkiem sekcji rugby Lechii Gdańsk. Głównym animatorem zespołu uczniów TWF był Henryk Hodiak.
Zainteresowanie rugby w Polsce spowodowało, że we wrześniu 1955 zgłoszono rejestrację nowej dyscypliny sportu do GKKF. Oficjalna rejestracja nastąpiła rozporządzeniem ministra sportu 14 grudnia 1955. Tym samym powstał Komitet Organizacji Polskiego Związku Rugby. Utworzenie związku spowodowało, że możliwa została rejestracja drużyn. Pierwszą oficjalną drużyną w Gdańsk była sekcja rugby w AZS Politechnika Gdańska.

### Powstanie sekcji rugby w Lechii Gdańsk
Henryk Hodiak również miał zamiar zarejestrować swoją drużynę. W tym celu chciał utworzyć sekcję rugby, w którymś z gdańskich klubów sportowych. Ze względu na to, że TWF miało swoją siedzibę niedaleko stadionu BKS Lechii, rozpoczęto rozmowy z tym klubem. Dzięki pomocy Sławomira Zieleniewskiego, działacza BKS Lechii i wykładowcy TWF, oraz Stanisława Michowskiego ówczesnego dyrektora TWF rozpoczęto rozmowy ze Stefanem Kowalskim, kierownikiem Lechii.
Oficjalnie klub BKS Lechia Gdańsk utworzył sekcję rugby 1 maja 1956. Trzon zespołu stanowili uczniowie TWF, wzmocnieni zawodnikami innych sekcji klubu. Pierwszym meczem lechistów było towarzyskie spotkanie z Politechniką. Sparing odbył się 21 września 1956 na boisku przy Reja i zakończył się zwycięstwem 14:0 AZS, chociaż wynik jest kwestią sporną. Zdaniem trenera Lechii Hodiaka w meczu nikt nie liczył punktów a podany w Głosie Wybrzeża wynik 14:0 był odpowiedzią AZS AWF na duży artykuł o Lechii, który ukazał się kilka dni wcześniej w tej gazecie.

### Formowanie się rozgrywek rugby w Polsce
Pierwszy oficjalny sezon rugby w Polsce trwał od września do grudnia 1956. Nie było jeszcze rozgrywek centralnych a tylko 5 rozgrywek okręgowych, które miały być eliminacją do I ligi w następnym sezonie. Lechia Gdańsk trafiła do grupy gdańsko-bydgoskiej, gdzie rywalizowała z AZS Politechniką Gdańsk, Stalą Gdańsk oraz Goplaną Inowrocław.
Pierwszy oficjalny mecz Lechia Gdańsk zagrała ze Stalą. Spotkanie to odbyło się 16 września 1956 i zakończyło się remisem 6:6. 1 października Lechia odniosła pierwsze zwycięstwo w oficjalnym meczu pokonując 6:3 na wyjeździe Goplanę. Lechia ostatecznie zakończyła rozgrywki na drugim miejscu ex aequo ze Stalą. Natomiast pierwsze miejsce dające awans do I ligi zajął zespół AZS Politechnika. Równolegle do rozgrywek oficjalnych rozegrano nieoficjalny Puchar Sportowca (gazety, której dziennikarze mieli duży wpływ na rejestrację rugby). W rozgrywkach tych, uważanych za nieoficjalne mistrzostwo Polski w sezonie 1956, Lechia dotarła do półfinału, gdzie uległa zespołowi Czarni Szczecin.

### Sezon 1957
W styczniu 1957 z zespołu odszedł Henryk Hodiak, który przeszedł do Polonii Gdańsk (Stal Gdańsk zmieniła nazwę na Polonia). Nowym trenerem został Bolesław Brzoskowski. Z klubu odeszło wielu zawodników, którzy przeszli do AZS Politechnika, Polonii Gdańsk oraz nowo powstałego Zrywu TWF Gdańsk.
Rozgrywki ligi okręgowej sezonu 1957 były prowadzone w trzech okręgach. Lechia miała zagrać w grupie gdańskiej z Polonią Gdańsk, Zrywem Gdańsk, rezerwami AZS Politechniki Gdańsk, Wisłą Bydgoszcz, Goplaną Inowrocław oraz Posnanią Poznań. Z rozgrywek wycofały się zespoły z Bydgoszczy i Inowrocławia oraz po rundzie wiosennej Polonia i Zryw. Lechia zdobyła drugiej miejsce i awansowała do I ligi.
W sezonie 1957 Lechia Gdańsk jako pierwsza w Polsce założyła drużynę juniorską.
Oprócz meczów oficjalnych wielu zawodników Lechii wystąpiło w „reprezentacji Gdańska”, która rozegrała wiele meczów pokazowych między innymi z Slavią Praga (Czechosłowacja) i DHfK Lipsk (NRD).

### Sezon 1958
W sezonie 1958 w I lidze wystąpiły dwa gdańskie zespoły Lechia oraz AZS Politechnika. W tym czasie jednak upadły pozostałe gdańskie drużyny, spowodowało to między innymi powrót wielu zawodników do Lechii. Pierwszy sezon w najwyższej klasie rozgrywkowej Lechia zakończyła na ostatnim 10 miejscu, wygrywając tylko 3 spotkania. Ze względu na brak rozgrywek niższego rzędu nie spowodowało to jednak degradacji.
Pierwszy mecz w I lidze Lechia zagrała w Kochłowicach, obecnie dzielnicy Rudy Śląskiej. Mecz zakończył się zwycięstwem gospodarzy 13:0. Pierwsze zwycięstwo Lechia odniosła 22 czerwca pokonując AZS Lublin. Mecz ten był pierwszym meczem rugby na stadionie przy ulicy Traugutta.

### Sezon 1959
Przed sezonem 1959 w Lechii nastąpiły istotne zmiany. Do zespołu powrócił Henryk Hodiak, który został trenerem. Dotychczasowy trener i kapitan zespołu Bolesław Brzoskowski został trenerem juniorów. Kierownikiem zespołu został Lucjan Czyżewski. Drużyna została wzmocniona zawodnikami AZS Politechniki, która w 1958 została wicemistrzem Polski.
Rozgrywki sezonu 1959 zostały podzielone na etapy. W pierwszym rywalizowano w dwóch grupach północnej i południowej. Lechia zdobyła w tych rozgrywkach 3 miejsce przegrywając z AZS AWF Warszawa i AZS Politechniką Gdańsk (mistrzem i wicemistrzem z 1958) i rozpoczęła walkę o miejsca 5-8. Ostatecznie rugbyści gdańskiej Lechii zakończyli ligę na 7 miejscu. W Pucharze Polski Lechia doszła do półfinału, gdzie została pokonana przez AZS AWF.
W sezonie 1959 ruszyły również rozgrywki juniorów (do lat 21). W tych rozgrywkach zespół Lechii Gdańsk doszedł do finału, w którym przegrał z Włókniarzem Łódź 6:5.

### Sezon 1960
Przed sezonem 1960 do gdańskiej Lechii trafiło dwóch zawodników AZS AWF Warszawa. Janusz Rusinowicz i Zdzisław Koniarz. Pierwszy z nich był absolwentem pierwszego rocznika AWF o specjalizacji rugby. Spowodowało to, że zawodnik ten został grającym trenerem zespołu natomiast dotychczasowi trenerzy jego asystentami. Rusinowicz przejął również drużynę juniorów. Koniarz był reprezentantem Polski, jednym z najbardziej utalentowanych graczy ataku, jego karierę przerwał jednak tragiczny wypadek w lipcu 1960. Do Lechii przeszedł również Jerzy Dzieruń z AZS Politechnika Gdańsk.
Sezon 1960 podobnie jak poprzedni został podzielony na dwa etapy. W pierwszym drużyny zostały podzielone na grupę północną i południową natomiast w drugiej walczono o poszczególne miejsca. Lechia Gdańsk wygrała pierwszą część wyprzedzając AZS AWF Warszawę jednym punktem natomiast AZS Politechnikę dwoma. W rozgrywkach o miejsca 1-4 wygrali 5 spotkań oraz zremisowali jedno. Spowodowało to, że Lechia Gdańsk zdobyła swój pierwszy tytuł mistrzowski, wygrywając Czarnymi Bytom aż 5 punktami. W ówczesnym zespole grali ówczesnym zespole grali: w formacji młyna – Tadeusz Romanis, Andrzej Pieszkur, Janusz Brejnakowski, Erwin Kogga, Zbigniew Kulenty, Krystyn Grabowski, Jan Elzanowski, Maciej Kamiński, Henryk Hodiak, Jan Pankowski, Wiesław Baranowski, Zygmunt Matracki, Henryk Kurowski, Edmund Błażejewski, Michał Kamiński, Stefan Kapka, w formacji ataku – Janusz Rusinowicz, Kazimierz Sasin, Krystyn Walor, Leon Dzieruń, Jerzy Krzyżewski, Zdzisław Koniarz, Henryk Jakimowicz, Zdzisław Grabeusz, Kazimierz Jaremczak, Stefan Halulko.
Zespół juniorów podobnie jak seniorzy również wygrali tytuł Mistrza Polski. W rozgrywanym 19 czerwca w Pucku finale pokonali Włókniarza Łódź 6:3. W zespole zagrali Henryk Cyranowicz, Erwin Kogga, Edward Waszkiewicz, Wiesław Klimaszewski, Edwin Gierak, Zygmunt Matacki, Henryk Kurowski, Witold Cwalina, Jan Gołyński, Kazimierz Sasin – kapitan, Krystyn Walor, Stefan Halulko, Jerzy Krzyżewski, Wiesław Baranowski, Henryk Jakimowicz, Zdzisław Szkutnik, Jan Pankowski, Andrzej Pieszkur.

### Sezon 1961
7 lutego w plebiscycie Dziennika Bałtyckiego rugbyści Lechii Gdańsk zostali wybrani przez czytelników najlepszym zespołem województwa gdańskiego w roku 1960. Wyprzedzając między innymi zespoły piłkarskie i żużlowe.
Przed sezonem 1961 do Lechii przeszło 9 podstawowych zawodników AZS Politechniki. Przejście tych zawodników spowodowało zdekompletowanie składu oraz w konsekwencji rozwiązanie sekcji rugby AZS. Lechia została oskarżona o kaperowanie zawodników jednak PZR tych zarzutów nie potwierdził.
I liga w sezonie 1961 była rozgrywana bez podziału na grupy. Do rozgrywek przystąpiło 9 zespołów, jednak zespół Pionier Szczecin wycofał się w połowie. Gdańscy rugbiści zdominowali rozgrywki wygrywając 14 meczów i przegrywający tylko raz. W zespole wystąpili: w
formacji młyna – Tadeusz Romanis, Erwin Kogga, Andrzej Wiński, Zbigniew Kulenty, Krystyn Grabowski, Roman Grubba, Maciej Kamiński, Władysław Komar, Henryk Kurowski, Henryk Cyranowicz, Roman Łuczewski, Ryszard Wojciechowski, Tadeusz Jodkowski, Edwin Gierak, Stanisław Kowalczyk, w formacji ataku – Henryk Dzikiewicz,
Leon Dzieruń, Wiesław Baranowski, Krystyn Walor, Kazimierz Sasin, Jerzy Krzyżewski, Wiesław Żurawski, Janusz Rychłowski, Józef Wójcicki, Władysław Żukowski, Zygmunt Matacki.
Zdobycie tytułu mistrzowskiego w poprzednim sezonie spowodowało, że gdańszczanie zadebiutowali w pucharze FIRA. 2 kwietnia 1961 Lechia zagrała mecz wyjazdowy ze czechosłowackim Spartakiem Praga. Mecz zakończył się przegraną 0:19. W rewanżu rozgrywanym w Gdańsku padł remis 0:0. W lipcu Lechia była gospodarzem turnieju z okazji Dnia Budowlanych, na którym oprócz gospodarzy zagrały również zespoły Dynama Bukareszt oraz HSG Wissenschaft Lipsk. Rugbyści Lechii przegrali oba mecze: 0:3 z zespołem wschodnioniemieckim oraz 11:24 z zespołem rumuńskim. Rugbyści gdańskiej Lechii zrobili dobre wrażenie na trenerach rumuńskich.

### Sezon 1962
Zdobycie drugiego z rzędu tytułu mistrzowskiego oraz udział w Pucharze FIRA spowodował, że rugbyści Lechii zajęli drugie miejsce w plebiscycie Dziennika Bałtyckiego na najpopularniejszą drużynę województwa gdańskiego. W głosowaniu czytelników lepsi okazali się bokserzy GKS Wybrzeże.
Do sezonu 1962 przystąpiło tylko 6 drużyn, z czego dwie wycofały się w trakcie sezonu. W pierwszej rundzie Lechia wygrała 4 z 5 meczów. Jednakże w rundzie jesiennej Lechia wygrała tylko jedno spotkanie i ostatecznie zdobyła brązowy medal.
Prasa gdańska bardzo negatywnie skomentowała porażki w rundzie rewanżowej szczególnie z AZS AWF Warszawa.

### Sezon 1963
W sezonie 1963 wystartowały tylko 4 zespoły, wszystkie wówczas działające. Zrezygnowano wówczas z rozgrywania Mistrzostw Polski juniorów. Mimo trudnej sytuacji finansowej sekcji rugby Lechii udało się zdobyć srebrny medal Mistrzostw Polski.

### Sezon 1964
Przed sezonem 1964 gdański klub opuścił dwóch podstawowych zawodników, którzy przenieśli się do Warszawy i Poznania. Dodatkowo część zawodników opuściła gdański i założyła w sopockim Ogniwie sekcję rugby. Drużyna sopocka ze względu na brak wsparcia jednak nie przystąpiła do rozgrywek przez co część zawodników wróciła do Gdańska. Lechia zakończyła rozgrywki na 4 miejscu.

### Sezon 1965
W sezonie 1965 dochodziło do odwoływań meczów ligowych. Do Gdańska nie przyjechał zespół AZS Poznań.
10 października na stadionie w Gdańsku reprezentacja Polski pokonała Szwecję 32:0. Ówczesna prasa podkreślała jednak kryzys tej dyscypliny nawet w Trójmieście. 30 listopada 1965 powstał Gdański Okręg Polskiego Związku Rugby.

### Sezon 1966
W 1966 rugby było wciąż mało popularnym sportem, jednakże był pomysł włączenia tego sportu do zajęć wychowania fizycznego w szkołach zawodowych. Reprezentacja Polski była w kryzysie, została między innymi wyprzedzona przez kraje, w których w rugby zaczęto grać w latach 60.

### Sezon 1967
1967 był przełomowy w polskim rugby szczególnie w Trójmieście. W 1966 reaktywowano sekcję rugby w Sopocie, co spowodowało odejście wielu zawodników. W tym samym roku reaktywowano Mistrzostwa Polski juniorów. Zakładano również zespoły przyzakładowe między innymi przy Gdańskiej Stoczni Remontowej
Sezon 1967 Lechia rozpoczęła od derbów Trójmiasta, które wygrała 22:3. Był to pierwszy mecz derbowy od 1960, kiedy w I lidze grały ze sobą Lechia i AZS Politechnika. Następnie zawodnicy z Gdańska wygrali jeszcze trzy mecze z rzędu. Pierwszą porażkę ponieśli w piątej kolejce z Posnanią. W meczu kończącym rundę wiosenną gdańszczanie przegrali 8:9 ze Skrą Warszawa, która od 1964 zdominowała rozgrywki I ligi, zdobywając kolejne mistrzostwa. W rundzie rewanżowe zawodnicy prezentowali podobny poziom wygrali i przegrali po 3 mecze i ostatecznie zakończyli sezon na 3 miejscu.
W reaktywowanych rozgrywkach juniorów Lechia Gdańsk zdobyła tytuł Mistrza Polski. W turnieju rozgrywanym w Mińsku Mazowieckim gdańscy juniorzy pokonali drużyny Orła Warszawa, Olimpię Mińsk Mazowiecki oraz Polonię Poznań.

### Sezon 1968
W sezonie 1968 jako najważniejszy mecz rundy prasa uznała derbowe spotkanie Lechii z Sopotem. Lechia na własnym stadionie pokonała sopocian 22:8.

### Sezon 1969
W 1969 liga się powiększyła, gdyż do rozgrywek przystąpiła drużyna Budowalnych Łódź. Oprócz tego sekcja rugby Ogniwa Sopot przeniosła się do Spójni Gdańsk.
Drużyna Spójni, która nadal grała w Sopocie, była rewelacją rundy wiosennej. Lechia przez większość sezonu zajmowała 3-4 lokatę. Na kolejkę przed końcem sezonu Lechia zajmowała drugą pozycję wyprzedzają jednym punktem Spójnię. O kolejności na podium decydowała ostatnia kolejka, w której oba zespoły spotkały się w Sopocie. Wysoka stawka meczu spowodowała, że gra była brutalna i sędzia musiał usunąć dwóch zawodników Lechii. Lechia mimo prowadzenia do przerwy 8:6 przegrała 8:9. Lechia skończyła sezon na 3 miejscu za Skrą i Spójnią.
Po sezonie Janusz Rusinowicz przestał być trenerem gdańskiej Lechii. Jego następcą został Andrzej Tempczyk

### Sezon 1970
W 1970 w pierwszej kolejce Lechia spotkała się na wyjeździe ze Skrą Warszawa, która od 1964 zdobywała kolejne tytuły mistrzowskie. Mecz zakończył się zwycięstwem Lechii 11:0. Lechia została liderem po pierwszej kolejce. W drugiej Lechia spotkała się ze Spójnią, którą pokonała 19:6. Jedyną porażką w sezonie zakończyło się spotkanie z Budowlanymi Łódź. Tytuł Mistrza Polski zdobyli następujący
zawodnicy: w formacji młyna – Grzegorz Dzieruń, Jan Przytuła, Andrzej Turczyn, Ryszard Krauze, Jerzy Klockowski, Henryk Jakimowicz, Andrzej Opiela, Edward Hodura, Zdzisław Dudek, Marian Borowski, Władysław Komar, Andrzej Kucio, Roman Markowski, w formacji ataku – Zbigniew Karbowniczek, Wiesław Baranowski, Mieczysław Opieka, Leon Dzieruń, Stanisław Zieliński, Kazimierz Sasin, Eugeniusz Kubacki, Andrzej Szymeczko, Zbigniew Chyła oraz Zbigniew Kuczmierczyk.
W połowie sezonu nastąpiła zamiana trenera gdańskiego zespołu. Andrzeja Tempczyka, który wyjechał do Szwecji zastąpił duet Edward Hodura i Bolesław Brzoskowski.
Po sezonie 1970 Lechia wyjechała do Rumunii, gdzie rozegrała mecz towarzyski ze Sportulem Bukareszt (12:9 dla Lechii). Mecz ten odbył się z okazji finału Pucharu Narodów FIRA, w którym zagrały reprezentacje Rumunii i Francji.

### Sezon 1971
W 1971 nastąpiła zmiana sposobu rozgrywek i przejście z systemu wiosna-jesień na jesień-wiosna. Z tego powodu sezon został skrócony do pół roku. PZR dodatkowo zrezygnowała z organizacji I ligi a w zamian za to rozegrano Puchar Polski (rozgrywany w systemie ligowym), którego zwycięzca został Mistrzem Polski. Jednocześnie ze względu na większą liczbę drużyn postanowiono, że 6 najlepszych ekip zostanie w sezonie 1971/1972 w grupie A natomiast pozostałe w grupie B. Tym samym utworzona został II liga. Do rozgrywek przystąpiło 10 drużyn w tym 3 z Trójmiasta: Lechia Gdańsk, Spójnia Gdańsk oraz reaktywowane Ogniwo Sopot.
Lechia Gdańsk rozpoczęła sezon od domowego zwycięstwa z Orłem Warszawa. W drugiej kolejce przegrali 3:6 z warszawską Skrą. W trzech następnych kolejkach Lechia odniosła łatwe zwycięstwa. W szóstej kolejce gdańszczanie gościli zespół AZS AWF Warszawa. Mimo prowadzenia Lechii do przerwy goście wygrali to spotkanie 16:12. W następnej kolejce Lechia rozegrała mecz wyjazdowy z Polonią Poznań. Mecz ten zakończył się zwycięstwem Lechii. Trójmiejska drużyna wygrała wszystkie pozostałe mecze, jednak do tytułu mistrzowskiego zabrakło dwóch punktów. Ostatecznie Lechia została wicemistrzem, natomiast tytuł mistrzowski zdobyła Polonia.

### Sezon 1971/1972
W pierwszym sezonie rozgrywanym w systemie jesień-wiosna zagrało 6 najlepszych zespołów Pucharu Polski 1971. Z tego względu rozegrano 4 rundy dwie jesienią i dwie wiosną. W sumie zespół rozegrał 20 meczów ligowych. Jesienią Lechia wygrała 7 meczów 1 zremisowała i dwa przegrała. Lechiści odnieśli porażki ze Skrą i Czarnymi Bytom. Dawało to pierwsze miejsce w tabeli z jednym punktem przewagi na Skrą i AZS AWF. Na wiosnę gdańscy zawodnicy grali już gorzej. Najpierw przegrali z AZS AWF, później wprawdzie wygrali z najgroźniejszymi rywalami Skrą i Polonią. 18 czerwca przegrali ponownie w AZS AWF 34:6. Po tym meczu Lechia straciła prowadzenie w tabeli i przed ostatnią kolejką przegrywała jednym punktem. W ostatniej kolejce Lechia wygrała z Polonią, natomiast w derbach Warszawy padł remis. Spowodowało to, że oba zespoły miały taką samą liczbę punktów. O tytule mistrzowskim zadecydowały małe punkty, których lepszy bilans miał zespół z AZS AWF.

### Sezon 1972/1973
Przed sezonem 1972/1973 sekcja rugby Spójni przeniosła się do Bałtyku Gdynia. Przed sezonem faworytami do tytułu mistrzowskiego były AZS AWF Warszawa, Polonia Poznań i Lechia Gdańsk. Rozgrywki rozpoczęły się od meczu Lechia – AZS AWF. Mecz wygrali goście. W następnych czterech meczach pierwszej rundy Lechiści wygrali ze wszystkimi rywalami (Bałtykiem, Budowlanymi, Skrą i Polonią). W jesiennej rundzie rewanżowej rugbyści z Gdańska pokonali Bałtyk, Budowlanych i Skrę natomiast przegrali wyjazdowe spotkania z AZS AWF i Polonią. Po rundach jesiennych Lechia zajmowała trzecią lokatę za AZS AWF i Polonią.
Wiosną gdańszczanie zagrali skuteczniej i wygrali 7 meczów, zremisowali 1 oraz 2 przegrali. Lechia została pokonana przez AZS AWF w Gdańsku i Skrę w Warszawie. Natomiast zremisowali z Polonią. Spowodowało to, że Lechia zakończyła rozgrywki ponownie na drugim miejscu.

### Lata 1973-1983
Klub w tych latach grał w I lidze. 2 razy zajął drugie miejsce i 3 razy zajął trzecie miejsce.

### Lata 1984-1993
Klub w tych latach grał w I lidze. 4 razy zając drugie miejsce i dwa razy zajął 3 miejsce.

### Sezon 1994
Klub w tym sezonie zdobył mistrzostwo i puchar polski.

### Sezon 2011/12
Rozgrywki w sezonie 2011/12 odbywały się podobnie jak w latach poprzednich w dwóch rundach. W części zasadniczej i play-off. Rozgrywki ligowe gdańska Lechia rozpoczęła od zwycięstwa z Posnanią Poznań 32:15 (10:12). Spotkanie odbyło się na stadionie przy ulicy Traugutta. Początkowo przewagę mieli gospodarze, którzy jako pierwsi zdobyli przyłożenie. Goście jednak wykorzystując grę z wiatrem prowadzili po pierwszej połowie. Po zmianie stron Lechia zaczęła grać lepiej. Gdańszczanie zdobyli dwa przyłożenie oraz jedno karne. Lechia oprócz zwycięstwa zdobyła punkt bonusowy. Po pierwszej kolejce na pierwszym miejscu był zespół Budowali Łódź.
W drugiej kolejce Lechia spotkała się w Krakowie z Juvenią. Gdańszczanie, mimo że byli faworytem spotkania i szybko prowadzili 10:0, to gospodarze dobrze się bronili i groźnie kontrowali. Przy stanie 10:6 dla Lechii doszło do przepychanek, w wyniku których czerwonymi kartkami zostali ukarani Konrad Jarosz z Juvenii i Robert Kuźmiński z Lechii, a żółtą Grzegorz Buczek z Lechii. Po pięciu minutach czerwoną kartką został ukarany również Robert Kwiatkowski (Lechia Gdańsk). Mimo gry w osłabieniu Lechia wygrała mecz 29:6 oraz zdobyła punkt bonusowy.
W pierwszej rundzie Pucharu Polski Lechia Gdańsk trafiła na spadkowicza z Ekstraligi Ogniwo Sopot. Derby Trójmiasta wygrała Lechia 37:22 (24:13).
W trzeciej kolejce Lechia na Traugutta podejmowała mistrza Polski Arkę Gdynia. Wynik otworzyli goście jednak do przerwy prowadziła Lechia 14:7. Na początku drugiej połowy Arka zdobyła 3 punkty. Ze względu na dużą liczbę przerw spowodowanych urazami sędzia przedłużył spotkanie o 10 minut. W doliczonym czasie gry zawodnicy z Gdyni zdobyli przyłożenie i podwyższenie co spowodowało, że Arka wygrała mecz 17:14. Drugą porażkę w sezonie Lechia poniosła w Łodzi, gdzie przegrała z Budowlanymi 12:46 (12:26). W szóstej kolejce Lechia wygrała u siebie z AZS AWF Warszawa 67:0 (48:0).
W drugiej rundzie Pucharu Polski Lechia ponownie zagrała derby Trójmiasta tym razem z gdyńską Arką. Lechiści wygrali spotkanie w Gdyni 31:28, czym zrewanżowali się za porażkę 3 punktami w lidze.
W siódmej kolejce Lechia podejmowała na Traugutta Budowlanych Lublin. Do przerwy było 6:8. Po przerwie Lechiści zdobyli 4 przyłożenia i wygrali 38:8 zdobywając również punkt bonusowy. W spotkaniu kończącym pierwszą rundę Lechia wygrała na wyjeździe z Orkanem Siedlce 23:20 (17:14) i zakończyła tę część sezonu na trzecim miejscu za Budowlanymi Łódź i Arką Gdynia. W ostatnim jesiennym meczu Lechia po raz drugi pokonała Posnanię tym razem w Poznaniu 32:20 (20:13).
W trzeciej rundzie Pucharu Polski Lechia ponownie zagrała z drużyną z Aglomeracji Gdańskiej. Lechia wygrała z Czarnymi 27:10 przez co wyeliminowała wszystkie pomorskie drużyny grające w Pucharze Polski w rugby union w sezonie 2011/12.
W dziewiątej kolejce Lechia pokonała u siebie Juvenię 104:6 (59:0). Był to trzeci przypadek zdobycia przez Lechię ponad 100 punktów w meczu ligowym. W dziesiątej Lechia zrewanżowała się Arce z porażkę u siebie i wygrała 22:14. Do przerwy było tylko 3:0. W tym meczu zadebiutował w Lechii Samoańczyk Henry Bryce. W jedenastej w Gdańsku Lechia przegrała z niepokonanymi w sezonie zasadniczym Budowlanymi Łódź 25:27. W końcówce spotkania zawodnicy z Gdańska mogli zdobyć 3 punkty jednak kapitan zdecydował o kopie w aut zamiast kopa na słupy, Lechii nie udało się jednak zdobyć przyłożenia. W dwunastej kolejce Lechiści byli bliscy zdobycia po raz pierwszy w historii ponad 100 punktów w meczu ligowym na wyjeździe. Po pierwszej połowie zawodnicy z Gdańska prowadzili z AZS AWF Warszawa 55:5. W drugiej nie byli tak skuteczni i mecz zakończył się wynikiem 10:91. W następnych dwóch meczach ligowych Lechiści wysoko wygrywali z Budowlanymi Lublin 45:0 i Orkanem Sochaczew 76:3.
W półfinale Pucharu Polski Lechia ponowie zagrała z Orkanem. Gdańszczanie wygrali 44:10 i awansowali do finału Pucharu Polski.
Lechia po rundzie zasadniczej zajęła drugie miejsce. W playoff spotkali się więc ze zdobywcą trzeciego miejsca Arką Gdynia. Pierwszy mecz dwumeczu został rozegrany na Stadionie Narodowym Rugby w Gdyni. Mimo że wynik otworzyli gospodarze to goście zdominowali pierwszą połowie i zdobyli 3 przyłożenia. Pierwsza połowa zakończyła się wynikiem 3:17. W drugiej połowie Arka zaczęła odrabiać straty i w pewnej chwili gdańszczanie wygrywali 20:16. Lechia zdobyła jeszcze dwa przyłożenia i mecz zakończył się wynikiem 34:16 oraz Lechia zdobyła punkt bonusowy. Rewanż ze względu Mistrzostwa Europy w Piłce Nożnej 2012 i zajęciu stadionu przez reprezentację Niemiec, został rozegrany na Stadionie GOKF. Wynik meczu otworzyli zawodnicy Lechii, jednak do przerwy prowadziła jednym punktem Arka. Arka potrzebował do zwycięstwa oprócz 19 punktów również 4 przyłożeń z tego względu grali bardzo otwarcie. Otwarta gra została wykorzystana przez zawodników Lechii, którzy zdobywając czwarte przyłożenie w 1 minucie doliczonego czasu gry. Ostatecznie wygrali również 33:19.
W finale Lechia zagrała w Łodzi z niepokonanymi w całym sezonie Budowlanymi. Finał odbył się na stadionie Widzewa. Mecz finałowy rozpoczął się od prowadzenia 7:0. Po dwóch celnych kopach łodzianie doprowadzili do 7:6 i takim wynikiem skończyła się pierwsza połowa. Na początku drugiej Budowlani wyszli na prowadzenia 9:7. Po pięciu minutach Lechia odzyskała prowadzeni a później podniosła wynik na 17:9. W 63 minucie na prowadzenie wyszli gospodarze 19:17. 75 minucie zawodnicy z Gdańska zdobyli przyłożenie i wyszli na prowadzenie, które utrzymali do końca, mimo że w 79 minucie prowadzili tylko dwoma punktami. W doliczonym czasie gry Lechia zdobyła jeszcze 3 punkty i mecz zakończył się wynikiem 27:22.Lechia po 10 latach zdobyła Mistrzostwo Polski.
W finale Pucharu Polski Lechia spotkała się z zespołem Budowlanych Łódź, którzy w sezonie ponieśli tylko jedną porażkę, przegrywając w finale ligi z Lechią Gdańsk. Spotkanie to było rozgrywane na stadionie przy Traugutta. Mecz wygrali goście 24:19. Negatywnym bohaterem spotkania okazał się sędzia prowadzący to spotkanie
Skład Lechii: Sławomir Kaszuba, Rafał Witoszyński, Grzegorz Janiec, Krzysztof Zieliński, Mirosław Klusek, Dariusz Pionk, Łukasz Doroszkiewicz, Dariusz Wantoch-Rekowski, Rafał Lademan, Paweł Nowak, Michał Krużycki, Karol Hedesz, Krzysztof Krzewicki, Rafał Wojcieszak, Tomasz Hebda, Cyprian Majcher, Rafał Sajur, Alexander Sziszkan, Wojciech Kucharek, Aleksander Nowicki, Robert Kuźmiński, Sebastian Dobkowski, Rafał Janeczko, Piotr Piszczek, Jurij Buchało, Dawid Popławski, Mariusz Wilczuk, Robert Kwiatkowski, Marek Płonka, Henry Bryce, Grzegorz Buczek, Tomasz Rokicki, Kornel Tadajewski, Piotr Jurkowski, David Chartier, Jan Gardziewicz, Aleksander Kochański.

## Sukcesy

### Seniorzy
- Mistrzostwa Polski:
  -  Mistrzostwo: 1960, 1961, 1970, 1994, 1995, 1996, 1998, 2000, 2001, 2002, 2012, 2013, 2014
  -  Wicemistrzostwo: 1963, 1971, 1972, 1973, 1982, 1985, 1986, 1991, 1993, 1997, 2010
  -  Trzecie miejsce: 1962, 1967, 1968, 1969, 1974, 1977, 1981, 1987, 1988, 1999, 2004, 2008, 2009, 2011, 2015
- Puchar Polski:
  - : 1977, 1984, 1985, 1986, 1994, 1996, 1997, 2004, 2005, 2006, 2008, 2013

### Juniorzy
- Mistrzostwa Polski:
  -  Mistrzostwo: 1960, 1967, 1980, 1998
  -  Wicemistrzostwo: 1959, 1961, 1962, 1976, 2012, 2014
  -  Trzecie miejsce: 1988, 1991, 1992, 1996

### Rugby 7
- Mistrzostwa Polski mężczyzn:
  -  Mistrzostwo: 2010, 2011, 2012, 2013
  -  Wicemistrzostwo: 2009
  -  Trzecie miejsce: 1996, 1997, 2022[34]

## Stadiony

### GOKF Gdańsk

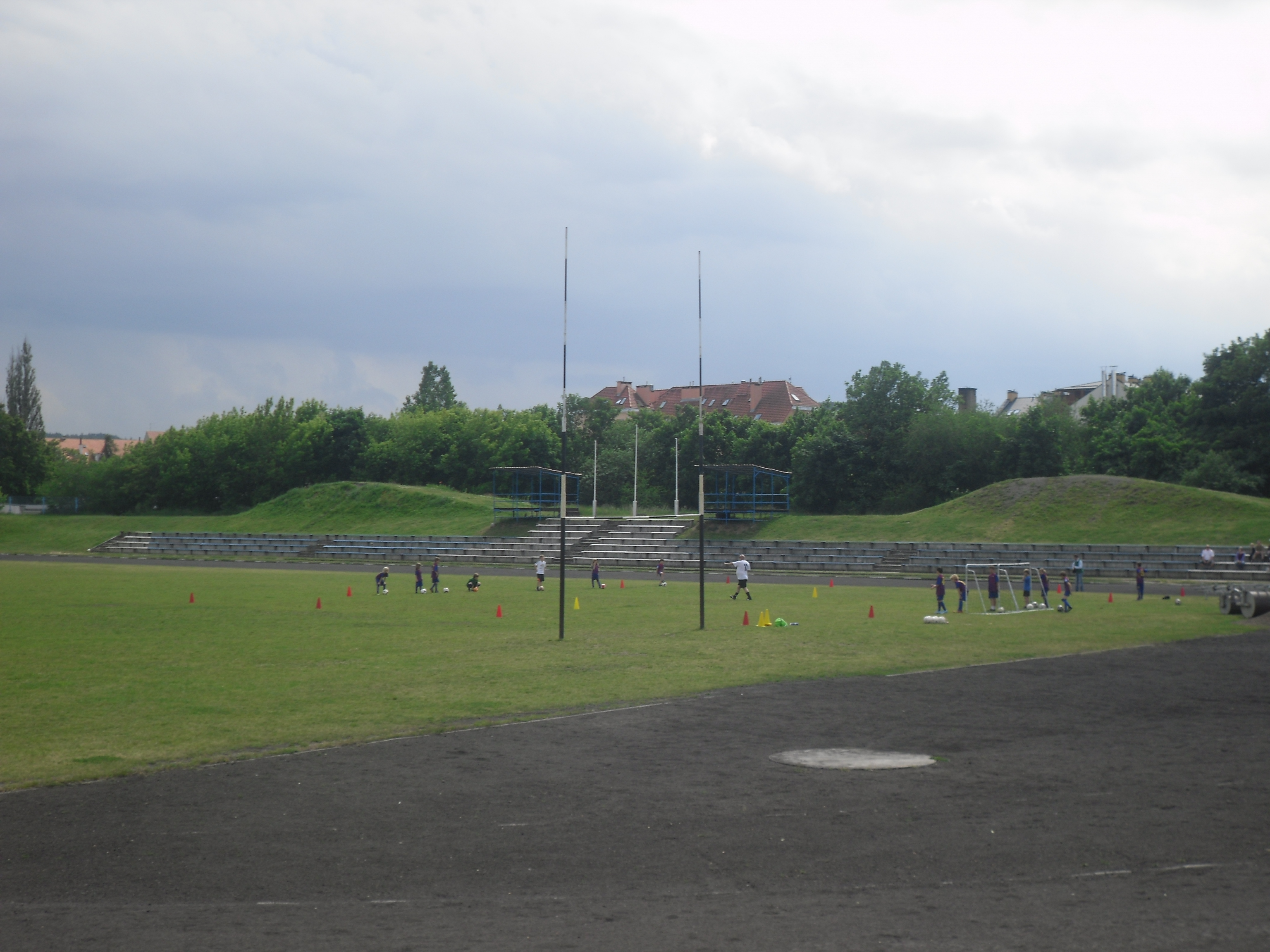
Stadion GOKF Gdańsk

Gdański Stadion Lekkoatletyczny i Rugby (dawniej stadion Gdańskiego Ośrodka Kultury Fizycznej) położony jest przy al. Grunwaldzkiej 244 w Gdańsku, na pograniczu Strzyży i Oliwy. Stadion położony jest niedaleko przystanku autobusowego Abrahama (linię 122 i 199) oraz pętli tramwajowej Strzyża.

### MOSiR Gdańsk

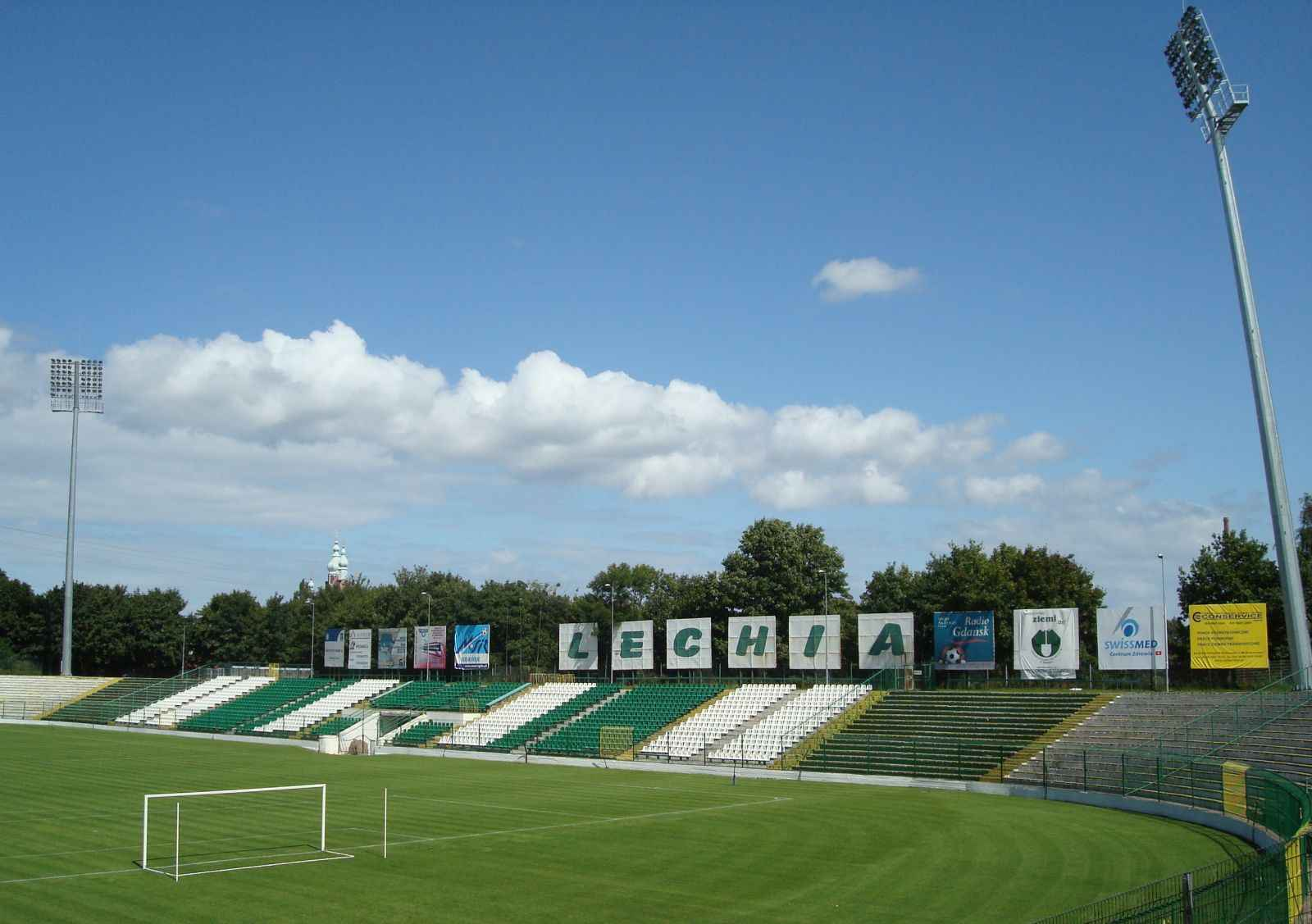
Trybuna prosta

Stadion MOSiR w Gdańsku przy ulicy Traugutta powstał w 1927. Obiekt początkowo nie miał stałego gospodarza. W 1945 po powstaniu klubu BKS Baltia Gdańsk (późniejsza Lechia Gdańsk), klub zaczął użytkować ten obiekt. W latach 2006–2008 obiekt przeszedł ostatnią modernizację. W 2011 sekcja piłkarska Lechii została przeniesiona na nowy stadion PGE Arena Gdańsk.
Pojemność stadionu wynosi 11 811 widzów z czego 315 w sektorze VIP. Obiekt posiada sztuczne oświetlenie oraz podgrzewaną murawę.
Stadion znajduje ok. 600 metrów od Alei Zwycięstwa. Najbliższym przystankiem tramwajowym jest przystanek Traugutta. Natomiast autobusowy UCK, znajdujący się przy ulicy Dębinki.

## Rywale

### Arka Gdynia
W 1929 powstał w Gdyni, klub piłkarski KS Gdynia. Klub ten został rozwiązany w 1937. 5 lipca 1934 powstał Koło Sportowe przy Urzędzie Morskim i Administracji Portowej, który również posiadał sekcję piłki nożnej, klub ten stał się protoplastą Arki. W wyniku różnych fuzji powstał MZKS Arka Gdynia.
W 1996 kibice Arki Gdynia założyli drużynę rugby siedmioosobowego Arka Gdynia Hooligans. W 1997 drużyna ta przystąpiła do rozgrywek drugoligowych rugby piętnastoosobowego.

### Ogniwo Sopot
Ogniwo Sopot zostało założone w 19 marca 1963 przez część zawodników Lechii Gdańsk. Drużyna wówczas nie została jednak zgłoszona do rozgrywek i zawodnicy wrócili do Gdańska. W 1966 reaktywowano Ogniwo co spowodowało odejście wielu zawodników z Lechii. W 1969 drużyna została przeniesiona do Spójni Gdańsk ale nadal występowała w Sopocie. W 1971 reaktywowano drużynę Ogniwa co spowodowało przejście zawodników z Lechii, między innymi grającego trenera Bolesława Brzoskowskiego.